# Kabinett Stresemann II
Das Kabinett Stresemann II war ein Kabinett der Reichsregierung in der Zeit der Weimarer Republik, es amtierte vom 6. Oktober bis zum 30. November 1923 und folgte damit auf das Kabinett Stresemann I. Mit Gustav Stresemann war zum letzten Mal ein Reichskanzler der nationalliberalen Deutschen Volkspartei im Amt. Am Ende des Krisenjahres 1923 wurde es durch das Kabinett Marx I abgelöst, in dem Stresemann Außenminister blieb.
Während der Amtszeit dieser Regierung war das Reich im Ausnahmezustand (gemäß Artikel 48 der Reichsverfassung). Zunächst war die vollziehende Gewalt dem Reichswehrminister Otto Geßler übertragen (sogenannter ziviler Ausnahmezustand). Anlässlich des Hitlerputsches in der Nacht vom 8. zum 9. November 1923 übertrug Reichspräsident Friedrich Ebert die vollziehende Gewalt an den Chef der Heeresleitung General Hans von Seeckt (militärischer Ausnahmezustand).

## Zusammensetzung
| Kabinett Stresemann II 6. Oktober 1923 bis 30. November 1923 | Kabinett Stresemann II 6. Oktober 1923 bis 30. November 1923 | Kabinett Stresemann II 6. Oktober 1923 bis 30. November 1923 | Kabinett Stresemann II 6. Oktober 1923 bis 30. November 1923 | Kabinett Stresemann II 6. Oktober 1923 bis 30. November 1923 |
| ------------------------------------------------------------ | ------------------------------------------------------------ | ------------------------------------------------------------ | ------------------------------------------------------------ | ------------------------------------------------------------ |
| Reichskanzler                                                |                                                              | Gustav Stresemann                                            |                                                              | DVP                                                          |
| Vizekanzler                                                  |                                                              | Robert Schmidt bis 3. November 1923                          |                                                              | SPD                                                          |
| Vizekanzler                                                  |                                                              | Karl Jarres ab 11. November 1923                             |                                                              | DVP                                                          |
| Auswärtiges Amt                                              |                                                              | Gustav Stresemann                                            |                                                              | DVP                                                          |
| Inneres                                                      |                                                              | Wilhelm Sollmann bis 3. November 1923                        |                                                              | SPD                                                          |
| Inneres                                                      |                                                              | Karl Jarres ab 11. November 1923                             |                                                              | DVP                                                          |
| Finanzen                                                     |                                                              | Hans Luther                                                  |                                                              | parteilos                                                    |
| Wirtschaft                                                   | Fritz Neumayer (kein Foto)                                   | Joseph Koeth                                                 |                                                              | parteilos                                                    |
| Arbeit                                                       |                                                              | Heinrich Brauns                                              |                                                              | Zentrum                                                      |
| Reichswehr                                                   |                                                              | Otto Geßler                                                  |                                                              | DDP                                                          |
| Justiz                                                       |                                                              | Gustav Radbruch bis 3. November 1923                         |                                                              | SPD                                                          |
| Ernährung und Landwirtschaft                                 |                                                              | Gerhard Graf von Kanitz ab 22. Oktober 1923                  |                                                              | parteilos                                                    |
| Wiederaufbau                                                 |                                                              | Robert Schmidt bis 3. November 1923                          |                                                              | SPD                                                          |
| Besetzte Gebiete                                             | Fritz Neumayer (kein Foto)                                   | Johannes Fuchs                                               |                                                              | Zentrum                                                      |
| Post                                                         |                                                              | Anton Höfle                                                  |                                                              | Zentrum                                                      |
| Verkehr                                                      |                                                              | Rudolf Oeser                                                 |                                                              | DDP                                                          |